# بيتن راندولف
بيتن راندولف (بالإنجليزية: Peyton Randolph)‏ هو محامي وسياسي أمريكي، ولد في 1779 في ويليامزبرغ في الولايات المتحدة، وتوفي في 26 ديسمبر 1828 في ريتشموند في الولايات المتحدة. انتخب حاكم فرجينيا ‏ (27 ديسمبر 1811 – 3 يناير 1812).